# Cynoglossus acaudatus
Cynoglossus acaudatus es una especie de pez de la familia Cynoglossidae en el orden de los Pleuronectiformes.

## Distribución geográfica
Se encuentran al oeste del Océano Índico (desde Somalia hasta KwaZulu-Natal y, también, en las Seychelles).